# Tony Martin (cantante británico)
Anthony Philip Harford (Birmingham, 19 de abril de 1957) es un vocalista británico de heavy metal, conocido por su trabajo con Black Sabbath desde 1987 hasta 1991 y otra vez desde 1993 hasta 1997, siendo, de esta manera, el segundo vocalista que más tiempo ha permanecido en la banda después de Ozzy Osbourne. Martin ha estado involucrado en varios proyectos (Tony Martin Band, M3, The Alliance, Misha Calvin, The Cage, Giuntini Project II, Phenomena) sin embargo es recordado por su paso por Black Sabbath.
A pesar de actuar casi exclusivamente como vocalista, Martin es un multiinstrumentista que toca guitarra, bajo, batería, violín, teclados, armónica, gaitas y flauta dulce. En su álbum en solitario "Scream" de 2005, Martin interpretó voces, bajo, batería, violín y partes adicionales de guitarra.

## Carrera

### The Eternal Idol
Tony Martin aparece por primera vez en las "grandes ligas" del rock en 1987, cuando es contactado por el management de Black Sabbath para reemplazar al cantante estadounidense Ray Gillen, quien había dejado intempestivamente la banda cuando esta se aprontaba a terminar la grabación del disco The Eternal Idol. Martin audiciona y obtiene la aprobación de Tony Iommi, quien reconoce en él influencias de Ronnie James Dio, con ligeras reminiscencias a David Coverdale. Casi de inmediato es invitado al estudio a regrabar las pistas previamente grabadas por Gillen. Como anécdota, de acuerdo a entrevistas posteriores realizadas a Iommi y Martin, la versión definitiva del disco solo conserva de Ray Gillen una carcajada en la canción "Nightmare".
Pese a que el material fue bien recibido por parte de la crítica, Tony Iommi y su -a estas alturas- proyecto personal Black Sabbath (pues el guitarrista era el único miembro original que quedaba), pasaba por tiempos muy complejos. Si bien Iommi había evolucionado una enormidad como guitarrista desde que Ozzy Osbourne dejara la banda en 1979, su propuesta al tiempo del lanzamiento de The Eternal Idol no encajaba con el sonido original y crudo de la banda, ni tampoco con los nuevos aires comerciales que predominaban en la industria discográfica en la segunda mitad de los 80's. En este sentido, Iommi se sintió abandonado por Warner, el que había sido el sello discográfico de Black Sabbath desde sus orígenes, y decidió finalizar su contrato con él. "The Eternal Idol" vendría siendo entonces un disco que Iommi lanza bajo el rótulo de Black Sabbath sin que exista una banda estable, y es casi visto como la continuación de su primer solista fallido, Seventh Star (1986), rotulado absurdamente por Warner como "Black Sabbath featuring Tony Iommi".

### Headless Cross
Con una nueva casa discográfica (IRS), más pequeña, pero más preocupada por su "cliente", Iommi y su management se abocan a devolverle a Black Sabbath su sentido de grupo. A estas alturas, la banda solo contaba como miembros estables con el tecladista y no siempre reconocido compositor y segunda voz, Geoff Nicholls (quien ingresó al grupo en 1979-80 como "músico escondido"), además del recientemente reclutado Tony Martin. Resulta esencial para la consolidación de este proyecto de devolverle a Black Sabbath el carácter de banda por sobre el de proyecto solista, el fichaje del legendario baterista inglés Cozy Powell, famoso por su participación en bandas como The Jeff Beck Group, Rainbow, MSG, Whitesnake y Emerson, Lake & Powell, además de una sólida carrera solista y decenas de colaboraciones para otros artistas. Fruto de esta unión nace el disco Headless Cross, producido por Iommi y Powell, y donde Tony "El Gato" Martin alcanza su pico como cantante y letrista (escribió las letras junto a Nicholls). Es invitado para grabar el bajista Lawrence Cottle, de The Alan Parsons Project, a la espera de quien pronto llegaría por recomendación de Powell, a ocupar el puesto definitivo de bajista en esta etapa de la banda: Neil Murray, quien por larga data fuera bajista de Whitesnake y también de Gary Moore.

### TYR y su salida de Black Sabbath
Martin tiene la oportunidad por primera vez de girar como frontman de Black Sabbath, escoltado esta vez por tres músicos legendarios. Juntos encarnan posiblemente la formación más cercana "ideológicamente" hablando, al Rainbow de Ritchie Blackmore que tanto admiraba Tony Iommi. El cantante escocés logra un excelente cometido en vivo, según lo dejan en evidencia los bootlegs de la época, como el Live in Vienna y el Live in Russia, y la banda recupera la magia y potencia de antaño, pero con una técnica y una ejecución más depurada.
Esta misma formación pasa de la gira al estudio y grabar el álbum TYR, para muchos el mejor disco del grupo desde "Heaven and Hell"(1980). 
Sabbath continúa con la gira durante 1990, y en ella hacen algunas apariciones invitados estelares, como Ian Gillan y Geezer Butler, bajista original de la banda. Este último es quien, en definitiva, corta el excelente momento de la banda con su deseo de volver a Black Sabbath y su lobby para gestionar una reunión con Ronnie James Dio (con quien había tocado como invitado ese mismo año, en un show en Philadelphia). La reunión se concreta, lo que implica la salida forzada de Tony Martin y de Neil Murray. Cozy Powell terminaría automarginándose también, después de un confuso accidente a caballo (se rumoreó en su momento que el accidente fue más bien un pretexto de Cozy para alejarse de la banda, al no tener ningún interés en trabajar y salir de gira con Dio, su excompañero de Rainbow). Él y Murray partirían casi de inmediato a tocar al concierto "Guitarras de Sevilla", y luego se unirían a la banda de Brian May (por lo demás el mejor amigo de Iommi), que el guitarrista de Queen formó tras la muerte de Freddy Mercury, acaecida en noviembre de 1991.

### El Regreso a Black Sabbath
Mientras tanto, Tony Martin grabó su primer disco solista en 1992, "Back Where I Belong", y también giraría algunos meses junto a la Cozy Powell & Friends.
En 1992, la nueva alineación de Sabbath (no tan nueva, porque es la misma de 1981-82) compuesta por Dio, Iommi, Butler y Vinnie Appice, más el siempre escondido Geoff Nicholls, lanza Dehumanizer al mercado, con un buen nivel de ventas, pero muy inferior al alcanzado por Ozzy Osbourne y su disco No More Tears, publicado a fines del 90. Es justamente en la supuesta gira de retiro de Osbourne, en la que invita a sus compañeros de la formación original de Sabbath (Iommi, Butler y Bill Ward) a acompañarlo en su show de despedida, en Costa Mesa, California, en diciembre de 1992. La idea original era que Sabbath abriera los shows para Osbourne, pero entendiblemente, Ronnie James Dio se negó, diciendo que Sabbath no podía telonear al vocalista que alguna vez expulsó por excesos, falta de compromiso y bajo desempeño. Los Sabbath restantes, que ven en este concierto la posibilidad de volver al primer plano con una reunión del Sabbath original, deciden aceptar la invitación, con lo que, muy molesto, Ronnie James Dio rompe por segunda vez con la banda. Entonces el management de Sabbath invita a Tony Martin para volver provisionalmente al puesto, pero por un problema con su visa, el escocés se ve impedido de ingresar a Estados Unidos. Finalmente es el cantante Rob Halford, por aquel entonces ex Judas Priest, quien asume el desafío de cantar junto a Sabbath por algunas fechas en California. Finalmente, en el último concierto en Costa Mesa, se reúnen los cuatro originales para interpretar cuatro clásicos de la era Ozzy.
Tony Martin tendría su revancha un año más tarde, cuando, al no prosperar una vez más la reunión con Ozzy, Iommi vuelve a invitar a Martin, esta vez con Butler al bajo, y con otro ex Rainbow en batería: Bobby Rondinelli. Por supuesto, siempre con el apoyo de Geoff Nicholls en teclados. Juntos graban el excelente disco Cross Purposes (1994) y realizan una gira mundial, que incluye un tour por Sudamérica, por países como Brasil, Argentina y Chile, etapa en que Rondinelli es reemplazado por el original Bill Ward. Lamentablemente, esta etapa de Martin en la banda no es la mejor, pues evidencia un serio desgaste en sus cuerdas vocales, que lo hace bajar ostensiblemente el gran nivel evidenciado en las giras de 1989 y 1990.

### Forbidden y últimos años en Black Sabbath
Al año siguiente vuelven Powell y Murray a la banda, con lo que se reedita la formación de TYR, pero lamentablemente sin los mismos resultados. En 1995 esta formación graba el descolorido disco Forbidden, que resultaría ser el último disco de Martin con Black Sabbath. El grupo seguiría girando como tal de vez en cuando con Osbourne en las voces y con el disco 13, pero en los siguientes proyectos en estudio, Iommi los firmaría con su propio apellido. En la última reunión con Dio, Butler y Appice (2007-2010), la banda utilizaría el nombre del primer disco de Black Sabbath de esta formación y pasaría a llamarse Heaven and Hell.

### Presente
Luego de prestar varias colaboraciones, entre ellas con el grupo M3 (invitado por su amigo Neil Murray) y Rondinelli (el grupo de Bobby Rondinelli), Martin se animaría en 2005 a grabar su disco solista "Scream", donde debutaría como multinstrumentista, y deslumbraría, entre otras cosas, con una canción con una pista inédita con la batería de Cozy Powell (fallecido el 5 de abril de 1998 en un accidente automovilístico) y un sorprendente solo de violín interpretado por él mismo. En la gira iniciada ese año, lo acompañaría en teclado y voces otro compañero de Black Sabbath: Geoff Nicholls.

## Discografía

### Black Sabbath
- The Eternal Idol (1987)
- Headless Cross (1989)
- Tyr (1990)
- Cross Purposes (1994)
- Forbidden (1995)

Álbumes en vivo
- Cross Purposes Live (1995)

Compilaciones
- The Sabbath Stones (1996)

### Aldo Giuntini
- The Giuntini Project II (1999)
- The Giuntini Project III (2006)

### Darío Mollo
- The Cage (1999)
- The Cage 2 (2002)
- The Cage 3 o The Third Cage (2012)

### Empire
- Trading Souls (2002)
- Raven Ride (2005)

### Forcefield 2
- The Talisman (1988)

### Mario Parga
- Spirit of Night (2008)

### Misha Calvin
- Evolution (2002)

### Phenomena
- Psycho Fantasy (2006)
- Blind Faith (2010)

### Rondinelli
- Our Cross, Our Sins (2002)

### Compilaciones
- Voices of Rock: High & Mighty (2009)
- Star One: Victims Of The Modern Age (CD 2) (2010)

### Solista
- Back Where I Belong (1992)
- Scream (2005)
- Who Put the Devil in Santa (sencillo) (2009)
- Thorns (2022)

## Miembros actuales como solista
- Tony Martin - Voz
- Dario Mollo - Guitarra
- Magnus Rosen - Bajo
- Danny Needham - Batería
- Geoff Nicholls - Teclados[3]